# بيت النمنم (حبيش)

تعديل مصدري - تعديل

بيت النمنم هي إحدى قرى عزلة بني الضاحتين بمديرية حبيش التابعة لمحافظة إب، بلغ تعداد سكانها 292 نسمة حسب تعداد اليمن لعام 2004.